# 海軍拡張法
海軍拡張法（かいぐんかくちょうほう、The Naval Expansion Act）は、アメリカ海軍拡張計画の予算成立のための法案。
とくに第一次、第四次の法案は、それぞれヴィンソン・トランメル法、両洋艦隊法として知られる。これらの法案の成立には、民主党下院議員カール・ヴィンソンの尽力によるところが大きく、後に彼はその功績を称えられ、「Father of the Two-Ocean Navy」（両洋海軍の父）のニックネームで呼ばれるようになる。
また、空母「カール・ヴィンソン」は、彼の名に因んで命名されたが、アメリカ海軍が艦船名に存命中の人物の名前を使用するのはこれが初のことであった。

## 海軍拡張法

### 第一次海軍拡張法
ヴィンソン・トランメル法を参照

### 第二次海軍拡張法（The Naval Expansion Act of 1938）
第二次ヴィンソン案に基づく艦艇建造計画。1938年5月成立。
エセックス級航空母艦を含む69隻、総計40万トンに及ぶ艦艇の建造、航空機3000機の製造を計画。

### 第三次海軍拡張法（The Naval Expansion Act of 1940）
第三次ヴィンソン案に基づく艦艇建造計画。1940年6月成立。
前年に欧州で勃発した第二次世界大戦の影響により、予算成立と同時に古いものとなってしまい、翌7月には両洋艦隊法が成立することとなった。

### 第四次海軍拡張法
両洋艦隊法を参照